# Toğanalı
Toğanalı (armeniska: T’oghanaly, Թողանալը) är en ort i Azerbajdzjan.   Den ligger i distriktet Xanlar Rayonu, i den västra delen av landet, 300 km väster om huvudstaden Baku. Toğanalı ligger 1 244 meter över havet och antalet invånare är 989.
Terrängen runt Toğanalı är kuperad österut, men västerut är den bergig. Toğanalı ligger nere i en dal. Närmaste större samhälle är Yelenendorf, 17,6 km norr om Toğanalı. 
Trakten runt Toğanalı består i huvudsak av gräsmarker. Runt Toğanalı är det ganska glesbefolkat, med 48 invånare per kvadratkilometer.